# K.G.Devapattana, Kunigal
K.G.Devapattana là một làng thuộc tehsil Kunigal, huyện Tumkur, bang Karnataka, Ấn Độ.